# Vladimir Voronin
Vladimir Voronin (in russo Владимир Николаевич Воронин, Vladimir Nikolaevič Voronin; Corjova, 25 maggio 1941) è un politico moldavo, comunista, che ha ricoperto la carica di Presidente della Repubblica Moldava dal 2001 al 2009.

## Biografia

### Gli inizi della carriera
Voronin nasce a Corjova nel distretto di Dubăsari, in Transnistria. Studia al Collegio Cooperativo di Chișinău (si diploma nel 1961), l'Istituto sovietico per l'Industria Alimentare (1971), l'Accademia di Scienze Sociali del Comitato Centrale del Partito Comunista dell'Unione Sovietica (1983) e l'Accademia del Ministero degli Affari Interni dell'Unione Sovietica 1991.
Inizia a lavorare nel 1961 come capo della panetteria della città di Criuleni. Dal 1966 al 1971, Voronin è vicedirettore della fabbrica di pane della stessa città e capo della fabbrica di pane della città di Dubăsari. Per i successivi dieci anni è attivo nell'amministrazione statale della RSS Moldava, nei comitati esecutivi delle città di Dubăsari e Ungheni, nel Comitato Esecutivo del distretto di Ungheni, e, dal 1983, ispettore e vicedirettore della Sezione Organizzativa del Comitato Centrale nella sezione moldava del PCUS. Nel 1985 diviene capo di sezione del Consiglio dei ministri della RSS Moldava. Tra il 1985 e il 1989, Voronin è primo segretario del Comitato Cittadino del Partito Comunista della città di Bender. Nel 1989 e nel 1990 è ministro degli Affari Interni della RSS Moldava. In questa veste, si oppose all'uso della forza nella repressione delle dimostrazioni popolari antisovietiche del 7 novembre e del 10 novembre 1989. Voronin è stato anche membro del Soviet Supremo della RSS Moldava, durante le legislature X e XI.
Nel 1993, Voronin diviene co-presidente del Comitato Organizzativo per la creazione del Partito dei Comunisti della Repubblica di Moldavia (PCRM). Nel 1994 è eletto Primo Segretario del partito. nello stesso anno, è candidato come Presidente della Repubblica di Moldavia, diventata indipendente. Nel marzo 1998, Vladimir Voronin è eletto come deputato al Parlamento della Moldavia, ed entra nel suo Ufficio Permanente, oltre a essere presidente del gruppo parlamentare del PCRM.
Nel febbraio 2001, viene nuovamente eletto al Parlamento (la XV legislatura dalla creazione della RSS Moldava nel 1940).

### Come Presidente
Viene eletto Presidente della Repubblica di Moldavia dal Parlamento il 7 aprile 2001. Politicamente, Voronin ha mantenuto come scopo la riduzione della povertà cronica del suo paese, da ottenere allocando maggiori risorse alla sicurezza sociale, in particolare alla salute pubblica e all'istruzione, e aumentando pensioni e salari. La sua presidenza è stata caratterizzata da relazioni ondivaghe con il Fondo Monetario Internazionale e la Banca Mondiale. Voronin procede nei piani del suo predecessore, Petru Lucinschi, nei piani di privatizzazione di molte importanti industrie di proprietà statale; questi propositi, in alcuni casi, videro posizioni contrarie nel suo stesso partito.
Dal gennaio all'aprile 2002, alcune manifestazioni hanno luogo contro delle riforme importanti del governo. Nonostante le tensioni, il governo non utilizza la forza e, infine, accoglie la proposta di mediazione del Consiglio d'Europa.
Nel 2003, il governo di Voronin torna sui suoi passi dopo aver firmato una proposta russa di federazione con la regione separatista della Transnistria. Nel 2004, Voronin marca i governanti della regione come un "gruppo criminale transnazionale" e ordina un blocco economico della Transnistria, dopo la decisione, da parte della sua leadership, di chiudere le scuole di lingua moldava.
Nel marzo 2005, le elezioni parlamentari danno al PCRM il 46,1% dei voti, con 56 seggi su 101 in Parlamento. Ciò basta a raggiungere i 51 voti previsti per restare al governo, ma non i 61 necessari all'elezione del Presidente. Nonostante ciò, il Presidente Voronin è rieletto col supporto di alcuni settori Partito Cristiano-Democratico del Popolo e del Partito Sociale Liberale, grazie alle promesse fatte da Voronin riguardanti le riforme e l'integrazione euro-atlantica. Queste due fazioni lasciano l'alleanza elettorale Moldova Democrată (Blocul Electoral Moldova Democrată) dopo le elezioni, lasciando il partito Alleanza Moldavia Nostra (AMN) dell'ex sindaco di Chișinău Serafim Urechean, secondo partito in Parlamento (26 seggi).

#### Gli eventi del 2009 e le dimissioni
Dopo le elezioni parlamentari del 5 aprile 2009, il PCRM ottenne solamente 60 seggi, cioè un seggio in meno di quelli necessari ad eleggere un Presidente. Dato che il Parlamento non riuscì ad eleggere un Presidente in due occasioni, si tennero le elezioni anticipate, in cui il PCRM ottenne più voti degli altri partiti, ma perse la sua maggioranza parlamentare contro i partiti di opposizione. Questi ultimi non riuscirono a loro volta ad ottenere abbastanza seggi per poter eleggere un Presidente (i tre quinti del Parlamento), creando quindi incertezza nel Paese. Voronin annunciò il 2 settembre 2009 che si sarebbe dimesso, affermando che la sua posizione di Presidente ad interim era divenuta "ambigua". Egli si dimise l'11 settembre 2009; Mihai Ghimpu successe a Voronin come Presidente ad interim in quanto Presidente del Parlamento.

## Famiglia
Voronin è sposato e ha due figli. È un ingegnere economico, laureato in Scienze politiche, e giurista per formazione. Ha il ruolo militare di Maggior generale del Ministero degli Affari Interni dell'ex Unione Sovietica (equivalente del Brigadier generale nella NATO). Continua a mantenere la cittadinanza russa, in aggiunta a quella moldava, ottenuta quando era un privato cittadino a Mosca nel periodo 1991 - 1993.

### Principali obiettivi politici
- Relazioni più strette con l'Unione europea
- Risoluzione del conflitto in Transnistria
- Cooperazione (esterna) con la Nato
- Amicizia con la Russia[6]